# Elliott Schmitt
Elliott, de son vrai nom Elliott Schmitt, né le 13 mai 1997 à Colmar (Haut-Rhin), est un auteur-compositeur-interprète, doubleur et créateur de contenu français. Il a participé aux télé-crochets The Voice et Eurovision France, c'est vous qui décidez ! ou encore à Miraculous, le film.

## Biographie

### Enfance et formation
Elliott est né à Colmar et a grandi à Ribeauvillé, en Alsace. Il commence le piano à l'école de musique de Ribeauvillé à 6 ans, puis intègre la Maîtrise de Colmar à l'âge de 7 ans jusqu'à ses 14 ans. Il se produit sur scène pour la première fois à l'âge de 8 ans, lors du festival d'Auvers-sur-Oise.
En plus de s'initier au chant lyrique, il apprend le piano et la guitare au Conservatoire. Il est repéré à l'âge de 16 ans pour participer à l'émission The Voice : La Plus Belle Voix, et décidera d'arrêter ses études après cette expérience pour se consacrer à sa carrière à Paris. Il intègre alors l'Académie International de Danse pour étudier le chant, la danse et le théâtre pendant 2 ans.

### Carrière
Elliott participe à la saison 3 de l'émission The Voice : La Plus Belle Voix sur TF1 en 2014. Le 18 janvier 2014, il se présente devant le jury lors des Auditions à l'aveugle. Il chante alors Nightcall de Kavinsky en piano voix et rejoint l'équipe de Jenifer qui est la seule coach à se retourner. Lors des Battles, il chante C'est dit de Calogero face à Leïla Huissoud et à Florence Coste. Il est sélectionné par Jenifer pour l'étape suivante. Lors de l'Épreuve Ultime, il chante Summertime Sadness de Lana Del Rey, mais il se fait éliminer et quitte l'émission,.
Après son passage sur TF1, Elliott est contacté par M6 qui a un nouveau projet digital : Cover Garden, une chaine YouTube de reprises musicales avec plusieurs talents d'émissions de télé-crochets. Aux côtés de Lola Dubini, Awa Sy, Inaya ou encore Tinayo, ils publient une vidéo chaque mercredi pendant 2 ans de 2015 à 2017. En parallèle, il développe également sa propre chaine YouTube qui comptera jusqu'à 150 000 abonnés. Il devient créateur de contenus, travaille avec des marques, collabore avec d'autres créateurs et effectue plusieurs voyages à l'étranger,.
En 2016, il dévoile son premier EP Transcendé grâce à une campagne de financement participatif sur la plateforme My Major Company. L'EP est sorti le 9 décembre avec 7 titres.
À partir de 2018, il découvre le monde du doublage avec plusieurs rôles chantés notamment dans le film Hôtel Transylvanie 3 : Des vacances monstrueuses (le rôle du Kraken), le film Arlo, le garçon alligator (rôle éponyme) ou encore dans la série d'animation La Garde du Roi lion (rôle de Kion, le fils de Simba).
En 2022, Elliott se lance dans l'aventure Eurovision,. Son titre La Tempête est sélectionné parmi les 12 finalistes de l'émission Eurovision France, c'est vous qui décidez !, diffusé sur France 2,. Une chanson au style pop, produite avec Aliose, Gaspard Murphy et François Welgryn,. Le jury, composé notamment de Jenifer, Élodie Gossuin, Joyce Jonathan, Sundy Jules, lui permettra d'arriver à la sixième place du concours.
En 2023, Elliott devient la voix chantée du personnage d'Adrien Agreste / Chat Noir dans Miraculous, le film, sorti le 5 juillet 2023 au cinéma. À cette occasion, l'album du film sort le 30 juin, composé de 12 titres interprétés par Elliott aux côtés de Lou Jean qui a le rôle chanté de Marinette Dupain-Cheng / Ladybug. Les deux chanteurs se sont produits en showcase lors de la Japan Expo 2023 afin d'interpréter plusieurs titres du film.
Il dévoile en fin d'année son nouveau single On en reste là, une confession intime sur la fin d'une relation toxique.

## Discographie

### EP
- 2016 : Transcendé

1. Ivres paroles
2. J'attendais l'hiver
3. Passé endormi
4. Transcendé
5. Accroché
6. La nuit
7. Transcendé - Version instrumentale

### Singles
- 2016 : Transcendé
- 2022 : La Tempête
- 2023 : Plus forts ensemble
- 2023 : On en reste là

## Filmographie

### Doublage
Films d'animation
- 2018 : Hôtel Transylvanie 3 : Des vacances monstrueuses : Le Kraken
- 2021 : Arlo, le garçon alligator : Arlo (voix chantée)
- 2023 : Miraculous, le film : Adrien Agreste / Chat Noir (voix chantée)

Série d'animation
- 2019 : La Garde du Roi lion : Le fils de Simba

## Émissions de télévision

### Participations
- 2014 : saison 3 de The Voice, la plus belle voix sur TF1
- 2022 : Eurovision France, c'est vous qui décidez sur France 2